# Martillo pilón

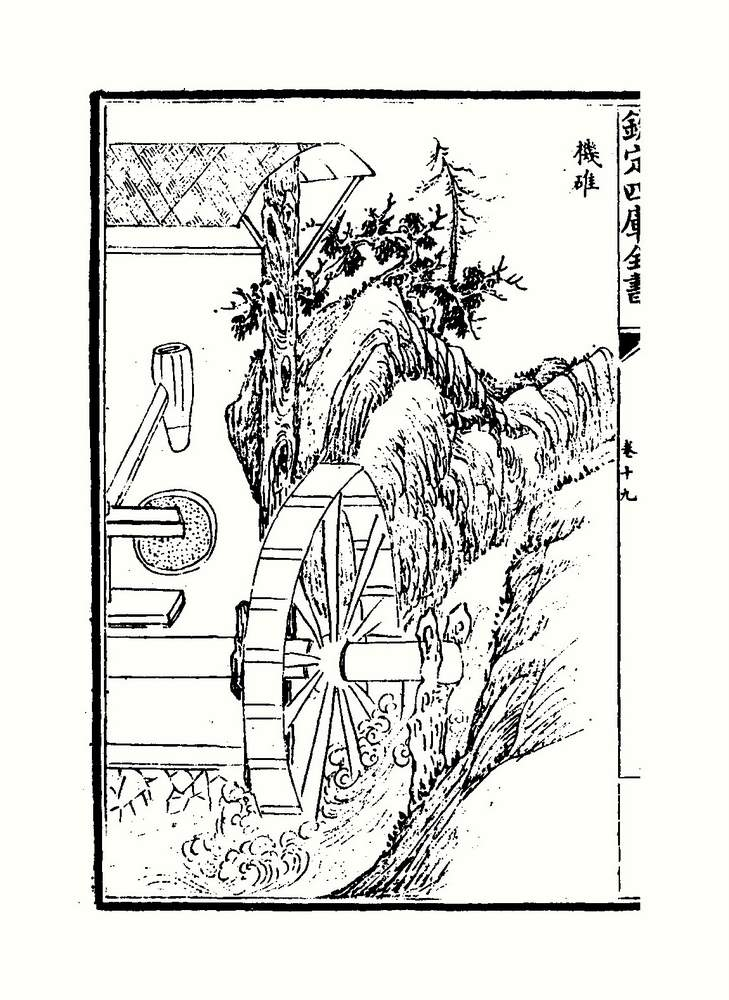
Martillo pilón accionado por un molino de agua (1313, Dinastía Yuan)

Un martillo pilón es una máquina de origen antiguo aunque reconvertida en su forma moderna en la industria de la metalurgia francesa en 1841. Desde entonces se emplea en la industria metalúrgica. Utiliza el principio del martillo usado para moler los granos, añadiendo la fuerza del vapor, necesaria para levantar un cilindro de mayor tamaño para comprimir los metales.

## Historia

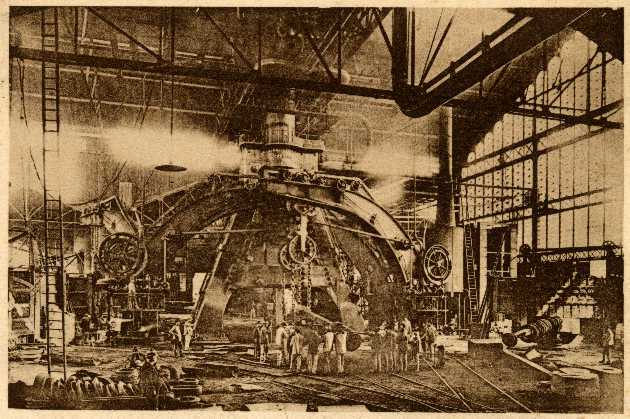
El martillo pilón del Creusot

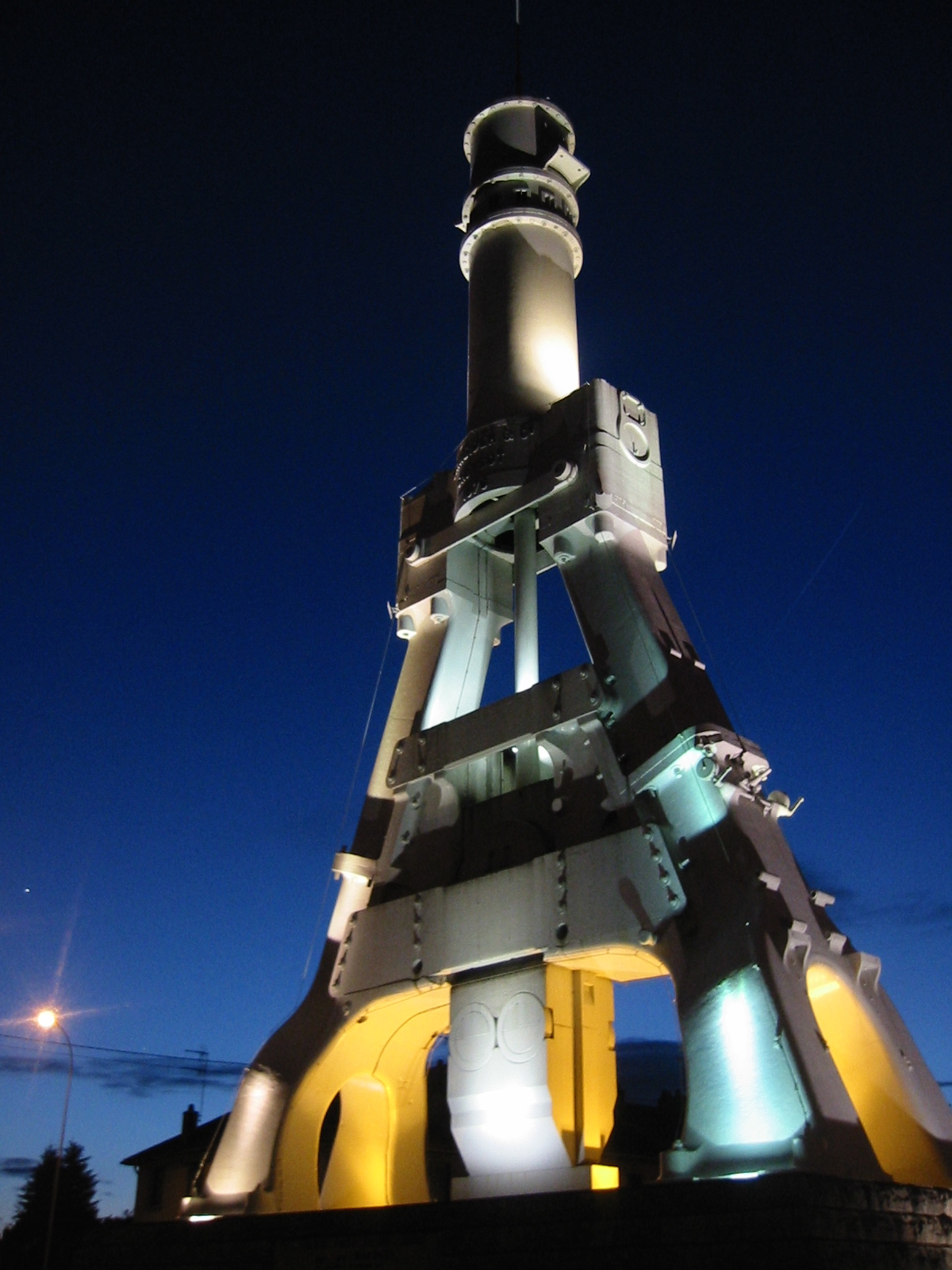
El martillo-pilón, emblema del Creusot, iluminado a la entrada de la ville en 2002.

El pilón fue utilizado en la antigüedad para moler los granos. Los martillos pilones eran por lo general accionados por una leva y luego liberados para caer por acción de la fuerza de gravedad. Históricamente, los martillos pilones eran a menudo accionados por la energía de un molino de agua, y se sabe que fueron utilizados también en China desde por lo menos el año 20, y en Roma hacia el siglo I y durante la Europa medieval a partir del siglo XII. Durante la revolución industrial el martillo pilón cayó en desuso y fue reemplazado por el martillo de potencia]. A menudo múltiples martillos eran accionados mediante un conjunto de ejes, poleas y correas desde un suministro centralizado de potencia. 
En China, Wang Zhen, en 1313, en su obra Libro de agricultura,  ya menciona un martillo-pilón accionado por un molino de agua y utilizado para aplastar cereales. También en China, Song Yingxing, en 1637, presentó un molino de agua que hacía funcionar varios martillos pilones por alternancia mediante un conjunto de ejes, poleas y correas.
Los martillos, accionados por algún medio mecánico, eran empleados en:
- la agricultura para facilitar las tareas de descortezado y molido del grano;
- la minería, para triturar las grandes rocas hasta convertirlas en pequeños pedazos;
- las forjas, para transformar trozos de material de hierro forjado en barras de hierro trabajables;
- y en la manufactura de diversos artículos de hierro forjado, latón (un tipo primitivo de bronce), acero y otros metales.

Durante la revolución industrial el martillo pilón hidráulico cayó en desuso y fue reemplazado por el «martillo de potencia» basado en el vapor.

### Martillos pilones modernos
El origen del martillo pilón es objeto de controversia, expuesta en detalle en el sitio web de la Académie François Bourdon y el sitio de la ASME. Sin recoger todos los argumentos se puede señalar:
- el principio ya había sido expresado por Watt en 1774 y la primera patente sobre un martillo operado por vapor fue presentada en 1806 por William Deverell;

- Por lo admitido por el mismo  Nasmyth en sus memorias, lo cierto es que el primer martillo pilón que trabajó fue el construido por François Bourdon en Creusot desde 1841 y la patente presentada en esa fecha fue concedida en 1842. La masa que caía era de 2,5 t desde una altura de 2 m;

- El croquis de James Nasmyth que se habría  presentado a François Bourdon en 1840 era extremadamente sumario. Nasmyth no ofrecía ninguna prueba de sus afirmaciones. Sus propios logros son posteriores a los de Bourdon.

Las Usines du Creusot fabricaron desde ese momento martillos pilones diferentes potencias, tanto para sus propios talleres como para otras empresas. Hubo pronto una carrera por la potencia. En 1876 el Creusot, bien después de la salida de François Bourdon y su muerte en 1865, construyó un martillo de 80 t, llevado poco después a las 100 t. El primer golpe de pilón fue dado el 23 de septiembre de 1877 y cuando estaba en acción se podía oír el impacto en un radio de 10 km. Era el más potente del mundo y el único de su tipo durante años. El martillo pilón simbolizó la supremacía de la industria creusotine y fue imitado por las grandes forjas como Saint-Chamond, Terni (Italia), Bethlehem. Fue desmantelado en 1930 y está clasificado como monumento Industrial Internacional por la ASME. Ese martillo es el emblema de la ciudad de Le Creusot. Fue vuelto a montar en 1969 en la entrada sur de la ciudad.